# クリントノミクス
クリントノミクス（英：Clintonomics）は、アメリカのビル・クリントン大統領が掲げた経済政策。
クリントン政権下で、1996年に最低賃金が引き上げられた。この際に失業率の上昇はみられず、低所得者層の給料が増加する結果となった。最近の研究では、最低賃金の上昇は労働者の離職・転職率を減少させ、会社の労働生産性を向上させることがわかっている。最低賃金引き上げは、労働生産性増加すなわち会社の収益増という形で賃金上昇によるビジネスコストの上昇を埋め合わせる。
「双子の赤字」と呼ばれ30年近く続いていた連邦政府の財政赤字は1998年に解消され、2001年まで黒字が続いた。